# Palomar Transient Factory
| 353189 Iasus    | 13 settembre 2009 |
| 365604 Rusholme | 8 ottobre 2010    |
| 486416 Mami     | 13 marzo 2013     |

Il Palomar Transient Factory (PTF) è stato un progetto di ricerca internazionale che aveva lo scopo di osservare la volta celeste nello spettro ottico per individuare eventi transitori.
Si avvaleva del telescopio da 48 pollici Samuel Oschin dell'osservatorio di Monte Palomar ed era una collaborazione tra gli statunitensi Caltech, Columbia University, Osservatorio Las Cumbres, Lawrence Berkeley National Laboratory, NERSC, la britannica Università di Oxford e l'israeliano Istituto Weizmann.
Attivo da marzo 2009 al dicembre 2012,  nell'arco della propria vita il progetto ha scoperto quattro asteroidi, varie supernovae, tra cui SN 2011fe, e numerose stelle variabili. Ha permesso inoltre di definire una nuova classe di supernove superluminose.
A settembre 2017 è stata scoperta iPTF14hls, una supernova esplosa più volte negli anni precedenti l'osservazione.
Nel 2018 l'indagine è cessata a favore della Zwicky Transient Facility, che si è avvalsa del medesimo telescopio integrato da una fotocamera avanzata progettata per indagini ad ampio campo avente come obiettivi eventi transienti quali supernove, lampi gamma, collisioni di stelle estremamente massive e dedicando nel contempo parte delle sue osservazioni al rilevamento dei corpi celesti minori del sistema solare.